# Lotus 69

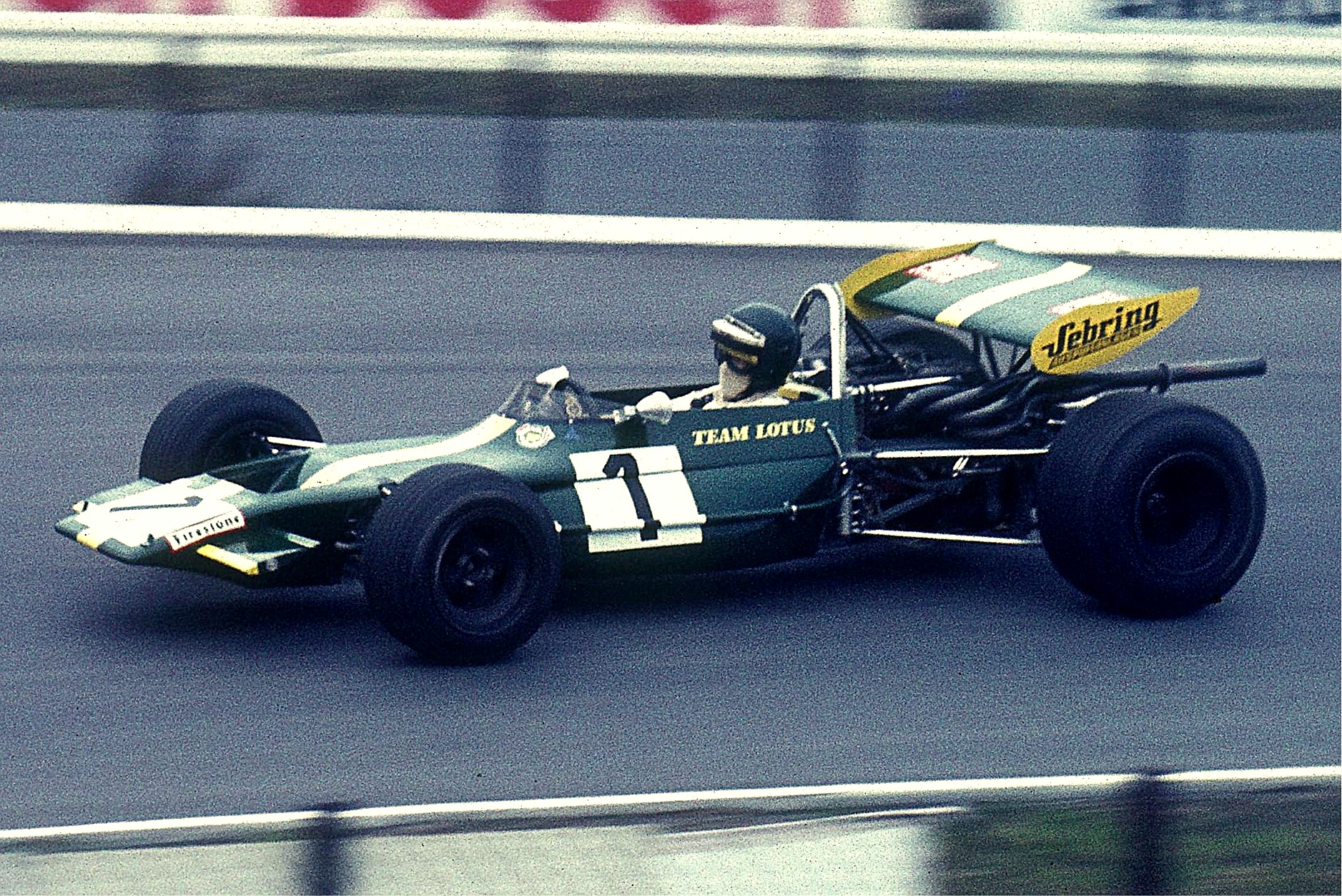
Jochen Rindt 1970 im Lotus 69 Formel 2

Der Lotus 69 war ein Rennwagen, der 1969 von Lotus für den Einsatz in der Formel 2, Formel 3 und Formel Ford entwickelt wurde.

## Entwicklungsgeschichte
Da das Formel-2-Reglement für das Jahr 1970 umfangreiche Veränderungen an den Fahrzeugen vorsah, entwickelte Dave Baldwin auf Basis des Lotus 59-Formel-2-Wagens den Lotus 69.

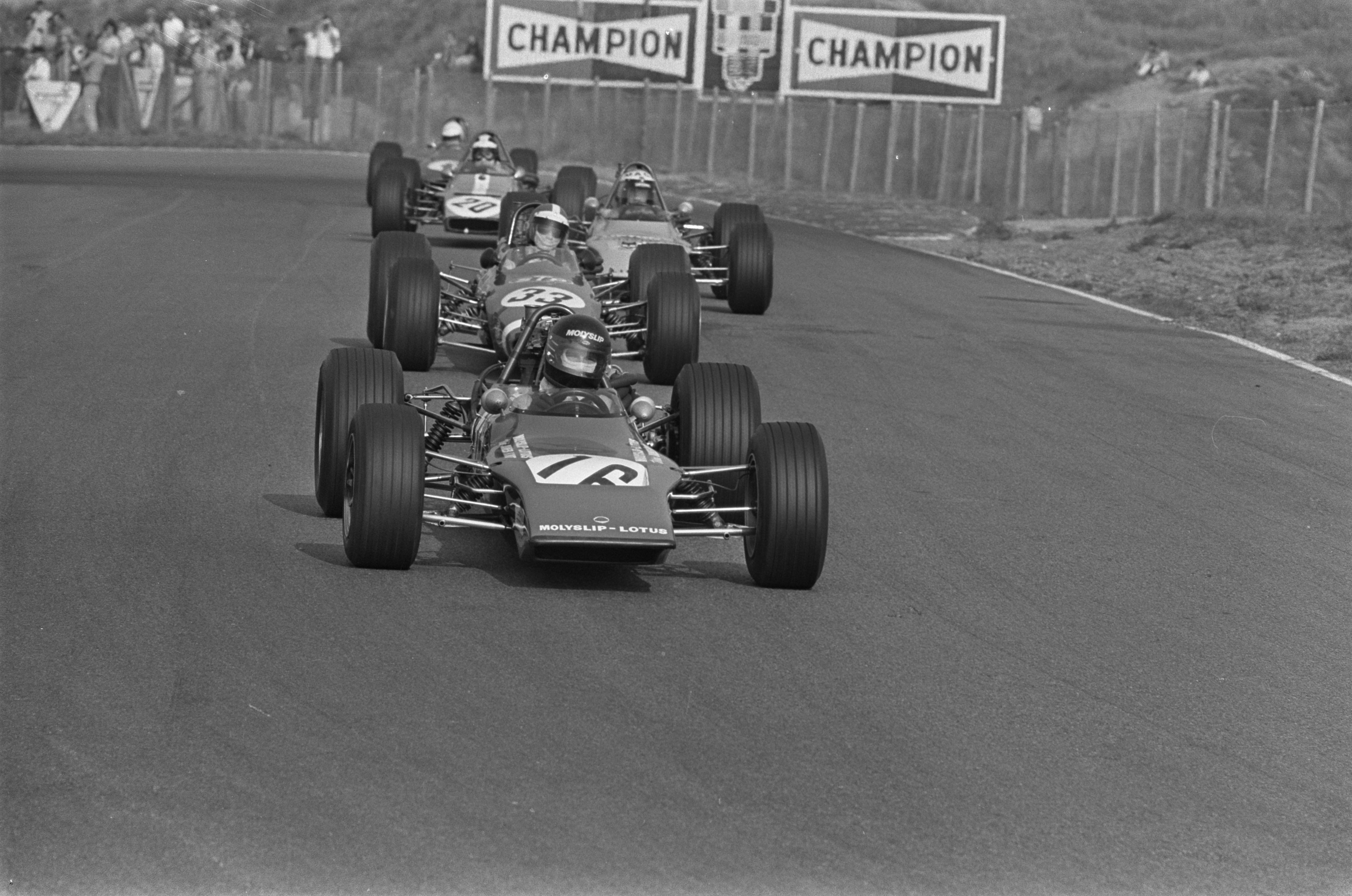
Der Lotus 69 beim Formel-3-Rennen in Zandvoort 1970

Die Lotus-59-Grundkonstruktion ließ er unangetastet und veränderte lediglich den zentralen Monocoque-Abschnitt, der die beiden Treibstofftanks enthielt. Die Fahrwerkaufhängungen wurden verändert und die Front wurde dem neuen Reglement angepasst, um den Kühler-Einlass zu verringern.
Da in der Formel 2 von 1967 bis 1971 nur Motoren bis maximal 1600 cm³ erlaubt waren, erhielt der Wagen einen 1,6-Liter-Cosworth FVA-Motor und ein Hewland-FT200-Getriebe.
Die Fahrzeuggrundkonstruktion war so ausgelegt, dass durch den Anbau anderer Aufhängungen und Bremsen, sowie durch Veränderung der Karosserieteile und der Räder der Lotus 69 zu einem Formel-3- bzw. Formel-B-konformen Rennwagen aufgebaut werden konnte.
Mit der Anhebung der Hubraumbegrenzung auf 2000 cm³ in der Formel 2, wurden die Rennwagen 1971 mit einem Cosworth-BD-Motor ausgestattet.

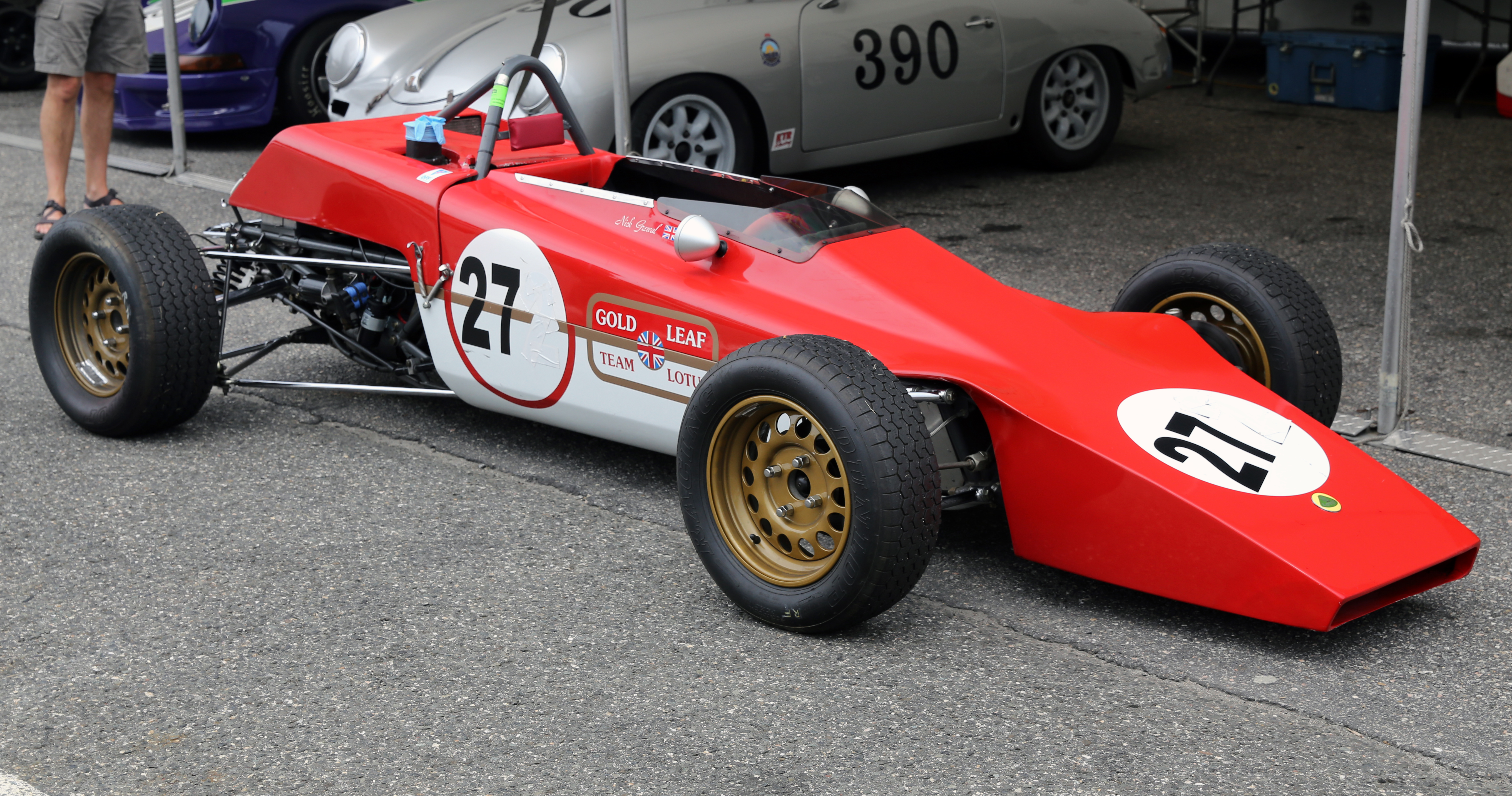
Ein Lotus 69 für die Formel Ford

Der Lotus 69F war nach dem Reglement der Formel Ford aufgebaut und hatte ein Space-Frame-Chassis mit einer geänderten Frontpartie und schmalere Räder als die Formel-2- und Formel-3-Varianten. Er wurde mit 1,6-Liter-Motoren von Ford/Lotus ausgeliefert.
Es wurden vom Lotus 69 insgesamt 57 Rennwagen produziert, von denen acht Wagen für die Formel 2 aufgebaut waren.
Ein Formel-2-Fahrzeug wurde von Pete Lovely erworben und zu einem Formel-1-Wagen umgebaut. Diesen setzte er 1971 beim Großen Preis von Kanada und dem Großen Preis der USA jedoch ohne Erfolg ein.
Der Lotus 69 war das letzte Modell, das für den Kundeneinsatz entwickelt und produziert wurde. 1971 beendete Colin Chapman die Lotus Racing Ltd. und konzentrierte sich mit seinem Werksteam auf den Formel-1-Motorsport.

## Erfolge

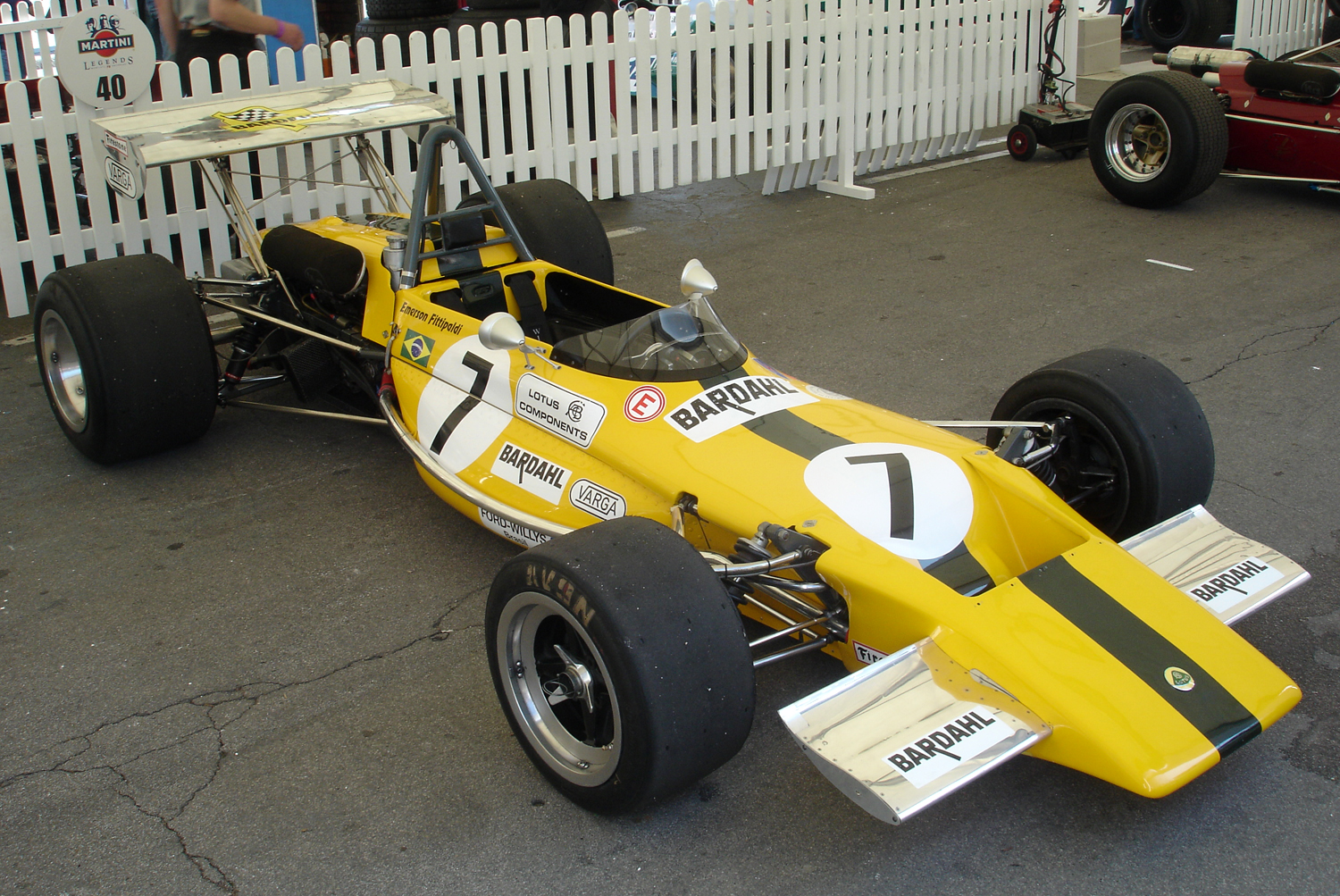
Der von Emerson Fittipaldi gefahrene Formel-2-Lotus-69

Jochen Rindt gewann mit den Lotus 69 die ersten zwei Rennen der Formel-2-Saison 1970, bevor er sich dann auf die Formel 1 konzentrierte. Im folgenden Jahr siegte Emerson Fittipaldi mit dem Wagen in fünf Formel-2-Rennen.
In den beiden britischen Formel-3-Meisterschaften 1971 gewann Dave Walker mit dem Rennwagen in 25 von insgesamt 32 Läufen und gewann so die beiden Meistertitel.